# 秋月さえ子
秋月 さえ子（あきづき さえこ、本名:須藤幸代、?年4月10日 - 没年不詳）とは元宝塚少女歌劇団（現在の宝塚歌劇団）男役（元雪組組長）。 静岡県沼津市出身。

## 略歴
- 1922年に宝塚歌劇団12期生として、宝塚少女歌劇団に入団。

- 1935年（昭和10年）6月30日[3]、宝塚少女歌劇団を退団。

## 宝塚少女歌劇団時代の主な舞台出演
- 『七夕船』（花組）（1932年6月1日 - 6月30日、宝塚大劇場）
- 『戀慕流し』『浮む瀬の盃』『メルヘンランド』（雪組）（1935年1月1日 - 1月24日、宝塚大劇場）